# Alex Barros
Pour les articles homonymes, voir Barros.
Ne doit pas être confondu avec Alexandre Baron, pilote français de monoplaces.
Alex Barros, né le 18 octobre 1970 à São Paulo, est un pilote de vitesse moto brésilien.

## Biographie
Alex Barros a commencé la course moto à l'âge de huit ans, par la catégorie des mini-motos en championnat national. Il a commencé les GP moto en 1986 en catégorie 80 cm³. Après un passage de deux saisons (1988 et 1989) en catégorie 250 cm³, il accède à la catégorie reine des 500 cm³ en 1990 sur Cagiva, en devenant au passage le plus jeune pilote de l'histoire à courir dans cette catégorie à l'époque. Il achèvera sa première saison à la douzième place du championnat, totalisant 57 points.
En 1993, il rejoint l'équipe officielle Suzuki pour deux saisons durant lesquelles il remportera sa première course (Jarama 1993).
En 1995, il quitte Suzuki pour rejoindre Honda jusqu'en 2002.
En 2003, il rejoint les rangs de Yamaha avec l'équipe française Tech 3 pour une saison très difficile durant laquelle il courra blessé presque toute l'année, il finit tout de même à une belle 3e place au Grand Prix de France avec pour classement final une neuvième place au championnat alors qu'il restait sur une quaitrième place finale depuis trois saisons.
En 2004, il rejoint l'équipe officielle Repsol Honda, son coéquipier est l'Américain Nicky Hayden. Cette saison, avec d'autres pilotes, il se voit confier la lourde tâche d'amener Honda au titre puisque L'italien Valentino Rossi vient de passer chez Yamaha, Il effectua une assez bonne saison, avec des hauts et des bas, et réalisa quatre podiums avec notamment de nombreux duels aux avants postes, Il achèvera cette saison à une nouvelle quatrième place.
En 2005, il reste chez Honda mais avec un le team Camel Pons et a cette fois l'Australien Troy Bayliss pour coéquipier. Il remporte cette année le Grand Prix du Portugal à Estoril et termine à la huitième place du championnat, ce qui sera insuffisant pour conserver sa place dans la catégorie.
En 2006, alors qu'il passe une grande partie de l'intersaison à chercher un guidon, la situation se décante à quelques jours du début du championnat Superbike auquel il participe au sein de l'équipe autrichienne Klaffi. Bien que n'ayant fait que peu d'essais avec sa nouvelle monture, il parvient à monter sur le podium dès le second rendez-vous de la saison en Australie.
Il remportera un succès dans la catégorie à Imola, en fin de saison et obtiendra six podiums, il termine la saison à la huitième place du championnat.
En 2007, il rejoint à nouveau les rangs du MotoGP au sein du team Ducati D'Antin sur une Desmosedici GP7 avec pour meilleur résultat un podium en Italie, à la troisième place (Mugello).

### Vie personnelle
Alex Barros est marié et est père de trois enfants (Marina, Jasmine et Lucas).

## Palmarès

### Championnat du monde de vitesse moto
- 276 départs.
- 7 victoires (3 en MotoGP / 4 en 500 cm3).
- 11 deuxièmes place.
- 14 troisièmes place.
- 5 poles (2 en MotoGP / 3 en 500 cm3).
- 32 podiums (14 en MotoGP / 18 en 500 cm3).
- 14 meilleurs tours en course.

#### Victoires en500cm3: 4
| Année | Lieu du Grand Prix           | Circuit                    | Ville                |
| ----- | ---------------------------- | -------------------------- | -------------------- |
| 1993  | Grand Prix moto d'Espagne    | Circuit permanent de Jerez | Jerez de la Frontera |
| 2000  | Grand Prix moto des Pays-Bas | TT Circuit Assen           | Assen                |
| 2000  | Grand Prix moto d'Allemagne  | Sachsenring                | Hohenstein-Ernstthal |
| 2001  | Grand Prix moto d'Italie     | Circuit du Mugello         | Florence             |

#### Victoires en MotoGP: 3
| Année | Lieu du Grand Prix                           | Circuit            | Ville   |
| ----- | -------------------------------------------- | ------------------ | ------- |
| 2002  | Grand Prix moto du Pacifique                 | Twin Ring Motegi   | Motegi  |
| 2002  | Grand Prix moto de la Communauté valencienne | Circuit de Valence | Valence |
| 2005  | Grand Prix moto du Portugal                  | Circuit d'Estoril  | Estoril |

#### 1 victoire enSBK
- Grand Prix d'Italie Imola 2006

## Carrière en Grand Prix moto

### Par catégorie
| Catégorie | Année          | 1er GP   | 1er podium | 1re victoire | Courses | Victoires | Podiums | Pole | M.tours | Points | Titres |
| --------- | -------------- | -------- | ---------- | ------------ | ------- | --------- | ------- | ---- | ------- | ------ | ------ |
| 80 cm3    | 1986-1987      | ESP 1986 |            |              | 17      | 0         | 0       | 0    | 0       | 14     | 0      |
| 250 cm3   | 1988-1989      | BRE 1988 |            |              | 14      | 0         | 0       | 0    | 0       | 30     | 0      |
| 500 cm3   | 1990-2001      | JPN 1990 | NED 1992   | FIM 1993     | 163     | 4         | 18      | 3    | 8       | 1347   | 0      |
| MotoGP    | 2002-2005;2007 | JPN 2002 | NED 2002   | PAC 2002     | 82      | 3         | 14      | 2    | 6       | 732    | 0      |
| Total     | 1986-2005;2007 |          |            |              | 276     | 7         | 32      | 5    | 14      | 2123   |        |

### Résultats détaillés
Attribution des points de 1969 à 1987:
| Position | 1  | 2  | 3  | 4 | 5 | 6 | 7 | 8 | 9 | 10 |
| Points   | 15 | 12 | 10 | 8 | 6 | 5 | 4 | 3 | 2 | 1  |

Attribution des points de 1988 à 1992:
| Position | 1  | 2  | 3  | 4  | 5  | 6  | 7 | 8 | 9 | 10 | 11 | 12 | 13 | 14 | 15 |
| Points   | 20 | 17 | 15 | 13 | 11 | 10 | 9 | 8 | 7 | 6  | 5  | 4  | 3  | 2  | 1  |

Attribution des points en 1993 :
| Position | 1  | 2  | 3  | 4  | 5  | 6  | 7 | 8 | 9 | 10 | 11 | 12 | 13 | 14 | 15 |
| Points   | 25 | 20 | 16 | 13 | 11 | 10 | 9 | 8 | 7 | 6  | 5  | 4  | 3  | 2  | 1  |

| Année | Classe  | Équipe                 | Machine | 1      | 2      | 3      | 4      | 5      | 6      | 7      | 8       | 9      | 10     | 11     | 12     | 13     | 14     | 15     | 16    | 17     | 18    | Pts | Rank | Wins |
| ----- | ------- | ---------------------- | ------- | ------ | ------ | ------ | ------ | ------ | ------ | ------ | ------- | ------ | ------ | ------ | ------ | ------ | ------ | ------ | ----- | ------ | ----- | --- | ---- | ---- |
| 1986  | 80 cm3  | Rieju                  |         | ESP NC | NAT NC | GER 11 | AUT 23 | YUG NC | NED NC |        |         |        |        |        |        |        |        |        |       |        |       | 6   | 16th | 0    |
| 1986  | 80 cm3  | Autisa                 |         |        |        |        |        |        |        | GBR 8  | SWE -   | RSM 8  | BWU -  |        |        |        |        |        |       |        |       | 6   | 16th | 0    |
| 1987  | 80 cm3  | Casal                  |         | ESP NC | GER 11 | NAT NC | AUT 8  | YUG 10 | NED 22 | GBR -  | CZE NC  |        |        |        |        |        |        |        |       |        |       | 8   | 17th | 0    |
| 1987  | 80 cm3  | Arbizu                 |         |        |        |        |        |        |        |        |         | RSM 7  | POR NC |        |        |        |        |        |       |        |       | 8   | 17th | 0    |
| 1988  | 250 cm3 | Venemotos-Yamaha       | TZ250   | JPN -  | USA -  | ESP -  | EXP -  | NAT -  | GER -  | AUT -  | NED -   | BEL -  | YUG -  | FRA -  | GBR -  | SWE -  | CZE -  | BRA NC |       |        |       | 0   | -    | 0    |
| 1989  | 250 cm3 | Venemotos-Yamaha       | TZ250   | JPN NC | AUS 10 | USA 16 | ESP -  | NAT 15 | GER -  | AUT 19 | YUG 15  | NED NC | BEL NC | FRA NC | GBR 13 | SWE 9  | CZE 10 | BRA 10 |       |        |       | 30  | 18th | 0    |
| 1990  | 500 cm3 | Cagiva                 | GP500   | JPN NC | USA 8  | ESP NC | NAT NC | GER 8  | AUT 11 | YUG NC | NED 10  | BEL 5  | FRA NC | GBR 11 | SWE 9  | CZE NC | HUN 9  | AUS -  |       |        |       | 57  | 12th | 0    |
| 1991  | 500 cm3 | Cagiva                 | GP500   | JPN 10 | AUS 8  | USA 6  | ESP -  | ITA 4  | GER -  | AUT -  | EUR -   | NED 7  | FRA -  | GBR -  | RSM -  | CZE -  | VDM -  | MAL -  |       |        |       | 46  | 13th | 0    |
| 1992  | 500 cm3 | Marlboro-Cagiva        | GP500   | JPN 11 | AUS 12 | MAL NC | ESP 12 | ITA 5  | EUR 11 | ALL 7  | P-B 3   | HON 9  | FRA -  | GBR -  | BRE 8  | RSA NC |        |        |       |        |       | 29  | 13th | 0    |
| 1993  | 500 cm3 | Lucky Strike Suzuki    | RGV500  | AUS 5  | MAL 7  | JPN 6  | ESP NC | AUT 4  | ALL NC | P-B NC | EUR 5   | RSM 7  | GBR NC | RTC 10 | ITA 5  | USA 2  | FIM 1  |        |       |        |       | 125 | 6th  | 1    |
| 1994  | 500 cm3 | Lucky Strike Suzuki    | RGV500  | AUS 8  | MAL 7  | JPN 5  | ESP 4  | AUT 7  | ALL 5  | P-B 2  | ITA 7   | FRA 6  | GBR NC | RTC 8  | USA 8  | ARG 8  | EUR 6  |        |       |        |       | 134 | 8th  | 0    |
| 1995  | 500 cm3 | Kanemoto-Honda         | NSR500  | AUS 6  | MAL 6  | JPN NC | ESP 5  | ALL 7  | ITA 7  | P-B 5  | FRA 5   | GBR NC | RTC 9  | RIO 8  | ARG 8  | EUR 6  |        |        |       |        |       | 104 | 7th  | 0    |
| 1996  | 500 cm3 | Pileri-Honda           | NSR500  | MAL 2  | IND 2  | JPN NC | ESP 8  | ITA 6  | FRA 7  | NED 3  | GER 8   | GBR 7  | AUT 5  | CZE 9  | IMO 8  | CAT 8  | RIO 5  | AUS 4  |       |        |       | 158 | 4th  | 0    |
| 1997  | 500 cm3 | Gresini-Honda          | NSR500V | MAL 11 | JPN 10 | ESP 8  | ITA 6  | AUT 13 | FRA 6  | NED 6  | IMO 9   | GER 6  | RIO NC | GBR 3  | CZE 8  | CAT NC | IND NC | AUS 8  |       |        |       | 101 | 9th  | 0    |
| 1998  | 500 cm3 | Gresini-Honda          | NSR500  | JPN 7  | MAL NC | ESP 5  | ITA 9  | FRA NC | MAD 9  | NED 4  | GBR 5   | GER 4  | CZE 3  | IMO 4  | CAT 7  | AUS 4  | ARG 3  |        |       |        |       | 138 | 5th  | 0    |
| 1999  | 500 cm3 | MoviStar-Pons Honda    | NSR500  | MAL 6  | JPN 8  | ESP NC | FRA 10 | ITA NC | CAT NC | NED 10 | GBR 5   | GER 8  | CZE 7  | IMO 2  | VAL 10 | AUS NC | RSA 11 | RIO 4  | ARG 8 |        |       | 110 | 9th  | 0    |
| 2000  | 500 cm3 | Emerson Honda Pons     | NSR500  | RSA 4  | MAL 8  | JPN 7  | ESP 5  | FRA 5  | ITA NC | CAT NC | NED 1   | GBR 14 | GER 1  | CZE NC | POR 10 | VAL 5  | RIO 2  | PAC 7  | AUS 4 |        |       | 163 | 4th  | 2    |
| 2001  | 500 cm3 | West Honda Pons        | NSR500  | JPN 6  | RSA 9  | ESP 6  | FRA 8  | ITA 1  | CAT NC | NED 4  | GBR 3   | GER 5  | CZE 9  | POR NC | VAL 2  | PAC 2  | AUS 4  | MAL 7  | RIO 4 |        |       | 182 | 4th  | 1    |
| 2002  | MotoGP  | West Honda Pons        | NSR500  | JPN 6  | RSA NC | ESP 5  | FRA 8  | ITA 5  | CAT 5  | NED 2  | GBR 3   | GER NC | CZE 9  | POR 5  | RIO 4  |        |        |        |       |        |       | 204 | 4th  | 2    |
| 2002  | MotoGP  | West Honda Pons        | RC211V  |        |        |        |        |        |        |        |         |        |        |        |        | PAC 1  | MAL 3  | AUS 2  | VAL 1 |        |       | 204 | 4th  | 2    |
| 2003  | MotoGP  | Gauloises Yamaha Tech3 | YZR-M1  | JPN 8  | RSA 5  | ESP 5  | FRA 3  | ITA NC | CAT 8  | NED 8  | GBR INJ | GER NC | CZE 7  | POR 11 | RIO 12 | PAC 6  | MAL 15 | AUS NC | VAL 6 |        |       | 101 | 9th  | 0    |
| 2004  | MotoGP  | Repsol Honda           | RC211V  | RSA 4  | ESP 3  | FRA 7  | ITA 6  | CAT NC | NED NC | RIO 5  | GER 2   | GBR 9  | CZE NC | POR 3  | JPN 4  | QAT 4  | MAL 3  | AUS 5  | VAL 6 |        |       | 165 | 4th  | 0    |
| 2005  | MotoGP  | Camel-Pons Honda       | RC211V  | ESP 4  | POR 1  | CHN 11 | FRA NC | ITA 7  | CAT 4  | NED 7  | USA NC  | GBR 3  | GER 5  | CZE 4  | JPN NC | MAL 8  | QAT 9  | AUS NC | TUR 9 | VAL 5  |       | 147 | 8th  | 1    |
| 2007  | MotoGP  | Pramac d'Antin Ducati  | GP7     | QAT 9  | ESP 11 | TUR 4  | CHN 14 | FRA NC | ITA 3  | CAT 8  | GBR 7   | NED 7  | GER NC | USA 9  | CZE 9  | RSM NC | POR NC | JPN 8  | AUS 5 | MAL 12 | VAL 7 | 115 | 10th | 0    |